# Sonate K. 487
La sonate K. 487 (F.431/L.205) en ut majeur est une œuvre pour clavier du compositeur italien Domenico Scarlatti.

## Présentation

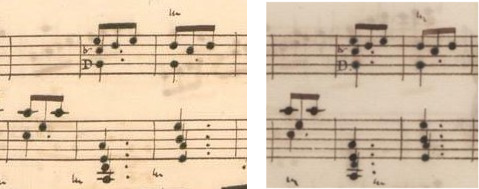
En regard, manuscrits de Venise et Parme, mesures 8 à 10. Le trille est sur la note do, dans l'accord. On retrouve cette pratique notamment dans les sonates K. 116 et 541.

La sonate K. 487 en ut majeur, notée Allegro, est une sorte de chasse « sauvage », où de rudes acciaccatures s'écrasent à la main gauche. C'est le dernier morceau d'un triptyque commençant par les sonates K. 485 et 486.
Scarlatti reprend le schéma de la pastorale de François Couperin. Cependant, contrairement à l'ouverture dans l’esprit de la musique galante, au registre étroit, il poursuit dans l'un des ambitus les plus larges de toutes les sonates (F1 – G3). Pour la seule phrase allant des mesures 34 à 46, il abandonne le rythme de la figure initiale avec une harmonie soudain plus agitée.
Dans l'ouverture, il impose à la main droite, un trille à l'intérieur de l'accord (un do en l'occurrence) soutenu par des accords de la main gauche à deux octaves plus graves ; et (mesure 48 et suivantes) à la main gauche, des sauts en octaves de plus en plus grands, nécessitant un rebond, technique inconnue de bien des clavecinistes de l'époque, à la fin de la sonate, un glissando montant sur près de trois octaves, fait son effet. L'équivalent le plus proche se trouve dans le couple en ut majeur K. 356 et 357.

## Manuscrits

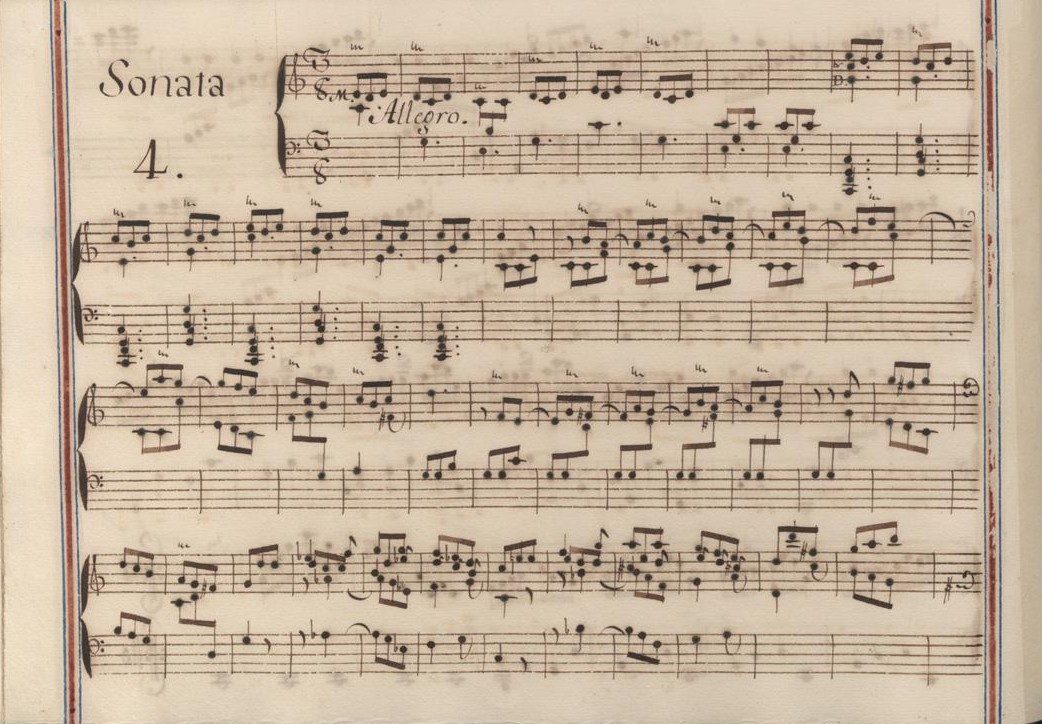
Début de la sonate extraite du volume XII du manuscrit de Venise.

Le manuscrit principal est le numéro 4 du volume XII (Ms. 9783) de Venise (1756), copié pour Maria Barbara ; l'autre étant Parme XIV 4 (Ms. A. G. 31419). Les autres sources manuscrites sont Münster I 22 (Sant Hs 3964), Vienne C 18 et Q 15116. Une copie figure à la Morgan Library, manuscrit Cary 703 no 109,.

## Interprètes
Au piano, la sonate K. 487 est défendue par Ivo Pogorelich (DG, 1992), Eteri Andjaparidze (1994, Naxos vol. 1), Ievgueni Soudbine (BIS) et Carlo Grante (Music & Arts vol. 5) ; au clavecin par Scott Ross (1985, Erato), Luc Beauséjour (1996, Analekta), Richard Lester (2001, Nimbus, vol. 2), Pieter-Jan Belder (2007, Brilliant Classics, vol. 11) et Diego Ares (2012, Pan Classics).

## Sources
: document utilisé comme source pour la rédaction de cet article.
- Ralph Kirkpatrick (trad. de l'anglais par Dennis Collins), Domenico Scarlatti, Paris, Lattès, coll. « Musique et Musiciens », 1982 (1re éd. 1953 (en)), 493 p. (OCLC 954954205, BNF 34689181).
- Alain de Chambure, « Domenico Scarlatti : Intégrale des sonates — Scott Ross », p. 204, Erato (2564-62092-2), 1985 (OCLC 891183737) .
- Guy Sacre, La musique pour piano : dictionnaire des compositeurs et des œuvres, vol. II (J-Z), Paris, Robert Laffont, coll. « Bouquins », 1998, 2430 p. (ISBN 978-2-221-08566-0).
- (en) W. Dean Sutcliffe, The Keyboard Sonatas of Domenico Scarlatti and Eighteenth-Century Musical Style, Cambridge / New York, Cambridge University Press, 2008, xi-400 (ISBN 978-0-521-07122-2, OCLC 1005658462).
- (es) Celestino Yáñez Navarro (thèse), Nuevas aportaciones para el estudio de las sonatas de Domenico Scarlatti. Los manuscritos del Archivo de Música de las Catedrales de Zaragoza, Université autonome de Barcelone, 2016 (lire en ligne)